# Germán Villegas
Germán Villegas Villegas (Cali,3 de diciembre de 1943-Ibidem, 25 de agosto de 2018) fue un abogado y político colombiano.
Miembro del Partido Conservador, fue elegido por elección popular para integrar el Senado de Colombia.
 Falleció el 25 de agosto de 2018 a los 75 años edad a causa de un accidente cerebrovascular.

## Carrera profesional
Era titulado como licenciado en ciencia política y económicas en la Pontificia Universidad Javeriana. En sus inicios fue director de proyectos especiales de la Universidad Santiago de Cali. Luego fue secretario de Hacienda y concejal de Cali, así como representante a la Cámara (1978-1990). Elegido alcalde de Cali en 1990, fue premiado como el mejor alcalde del país en el periodo 1990-1992. Ocupó el cargo de gobernador del Valle del Cauca entre 1995 y 1997, y entre 2001 y 2003. Su padrino político fue Carlos Holguín Sardi, a quien sucedió como senador tras las elecciones de marzo de 2006 y anteriormente en la gobernación del Valle del Cauca. Aun así no le ha retribuido de la misma forma la ayuda brindada, pues decidió ser contrincante del hijo de Holguín Sardi en la candidatura por el aval del Partido Conservador para la alcaldía de Cali y no le brindó el apoyo en su candidatura a la Cámara de Representantes.

## Congresista de Colombia
En las elecciones legislativas de Colombia de 2006, Villegas Villegas fue elegido senador de la república de Colombia con un total de 63.384 votos. Posteriormente en las elecciones legislativas de Colombia de 2010, Villegas Villegas fue reelecto senador con un total de 50.842 votos.

### Iniciativas
El legado legislativo de Germán Villegas Villegas se identificó por su participación en las siguientes iniciativas desde el congreso:

- Prupuesta que los Magistrados de la Corte Suprema de Justicia y del Consejo de Estado serán elegidos por la respectiva corporación, mediante el sistema de la cooptación (Aprobado primer debate).[4]
- Propuesta que los candidatos a los cargos de Presidente y Vicepresidente de la República, Gobernador de Departamento a quienes la Organización Electoral declare elegidos en los mismos cargos, ocuparán una curul en el Senado, Cámara de Representantes, Asamblea Departamental, respectivamente, durante el periodo para el cual se hizo la correspondiente elección (Aprobado primer debate).[5]
- Crear el Sistema Nacional para la Atención del Adulto Mayor y el desarrollo de un país para todas las edades.[6]
- Modificar los artículos 186, 235, 241 y 251 de la Constitución Nacional -Fuero parlamentario y doble instancia para los congresistas- (Archivado).[7]
- Prohibir que las entidades territoriales deleguen, a cualquier título, la administración de los diferentes tributos a terceros.[8]
- Crear la estampilla Prodesarrollo de la Unidad Central del Valle del Cauca - UCEVA (Objetado por presidencia).[9]
- Establecer normas sobre territorio costero en Colombia (Archivado).[10]
- Crear la estampilla Pro-desarrollo de la Universidad del Valle (Archivado).[11]
- Propuesta de la instauración de la circunscripción territorial, otorgando cuando mínimo, una curul en el Senado a cada uno de los departamentos y al Distrito Capital, en procura de garantizar una representación real y efectiva de todos los habitantes del territorio nacional en las decisiones que trasciendan a sus propios intereses (Archivado).[12]
- Ampliar hasta por la suma de cien mil millones de pesos ($100.000.000.000) a valor constante a la fecha de expedición de la presente ley, la emisión de la estampilla "Pro Universidad Popular del Cesar", creada por la Ley 7.ª de 1984.[13]

## Carrera política
Su trayectoria política se ha identificado por:

### Partidos políticos
A lo largo de su carrera ha representado los siguientes partidos:
| Partido político    | Fecha Inicio        | Fecha Fin          |
| Partido Conservador | 20 de julio de 1968 | 0 de enero de 1900 |

### Cargos públicos
Entre los cargos públicos ocupados por Germán Villegas Villegas, se identifican:
| Cargo público              | Partido político    | Fecha Inicio        | Fecha Fin               |
| Senador de la República    | Partido Conservador | 20 de julio de 2006 |                         |
| Gobernador Valle del Cauca | Partido Conservador | 1 de enero de 2001  | 31 de diciembre de 2003 |
| Gobernador Valle del Cauca | Partido Conservador | 1 de enero de 1995  | 31 de diciembre de 1997 |
| Alcalde Cali, Valle        | Partido Conservador | 1 de junio de 1990  | 30 de junio de 1992     |

| Predecesor: Carlos Holmes Trujillo García | Alcalde de Cali 1990 a 1992                | Sucesor: Rodrigo Guerrero Velasco    |
| Predecesor: Carlos Holguín Sardi          | Gobernador del Valle del Cauca 1995 a 1997 | Sucesor: Gustavo Álvarez Gardeazábal |
| Predecesor: Juan Fernando Bonilla         | Gobernador del Valle del Cauca 2001 a 2003 | Sucesor: Angelino Garzón             |